# واپانوکا (اکلاهما)
واپانوکا(به انگلیسی: Wapanucka) شهری در ایالت اکلاهما کشور ایالات متحده آمریکا است که جمعیت آن در سرشماری سال ۲۰۱۰ میلادی، ۴۳۸ نفر بوده‌است.